# 宇宙巡警露露子
《宇宙巡警露露子》（日语：宇宙パトロールルル子）是日本的電視動畫，於2016年4月至6月在ULTRA SUPER ANIME TIME時段播放，為TRIGGER成立五週年紀念作品。

## 故事簡介
住在銀河指定宇宙移民地區OGIKUBO（荻窪）的露露子是一名普通的女子中學生——除了與她一起生活的父親是宇宙巡警外。
某天，露露子由於父親突然被冰凍而奔向父親上班的宇宙巡警OGIKUBO支部，被Over Justice本部長任命為宇宙巡警的隊員。
於是，身兼宇宙巡警隊員的露露子開始了在精進學業與戀愛的同時，還必須從宇宙犯罪者手中守護OGIKUBO的忙碌生活。

## 登場人物

### 主要人物
露露子（聲：M·A·O）
本作主角。與父親一起生活在OGIKUBO的女子中學生。原本只想當個比誰都普通的人，但由於被任命為宇宙巡警而無法如願。
在最終話就任超次元航行特務監査官，並承襲代號「小扳機」。
AΩ·Nova（聲：榎木淳彌）
轉學至露露子學校的異星人。長得相當俊俏。
實際身份為虛無星人，並且是黑洞星人的手下。接近露露子是為了竊取世界上最沒有價值的寶物「心動寶石」。
綠 Save the World（聲：新谷真弓）
異星人與地球人的混血，和露露子就讀同一所中學。最初是不良學生，被逮捕後決定成為宇宙巡警。
在最終話接替升官的Over Justice本部長，就任宇宙巡警OGIKUBO支部長。
Over Justice本部長（聲：稻田徹）
宇宙巡警OGIKUBO支部的本部長，外觀是帶有火焰的骷髏。
在最終話晉升宇宙巡警本部新任長官。
秘書
宇宙巡警OGIKUBO支部的秘書，總是不說話且不太表露出情感，但在露露子復活時感動流淚。
刑事（聲：岩田光央）
露露子的父親，宇宙巡警隊員。在第1話因誤食扣押的膠囊而被冰凍，其後有一段時間以解凍的部分頭腦行動。
在最終話被分配到宇宙巡警的宇宙海賊取締課，繼續追捕妻子拉拉子。
拉拉子·God Speed（聲：本名陽子）
露露子的母親，數年前與刑事發生爭執而離家出走，後來成為宇宙海賊船長。
在最終話持續進行海賊行為，搶劫宇宙巡警本部的財物並在逃中。
黑洞星人（聲：檜山修之）
變裝為宇宙巡警總司令並支配宇宙巡警，被稱作宇宙萬惡的根源。
過去偷竊了一切有價值的東西，但後來認為沒有價值的東西才最有價值，因此指示Nova接近露露子以竊取「心動寶石」。

### 其他人物
○○○KILL星人
露露子等人與宇宙海賊爭奪OGIKUBO後，為尋找OGIKUBO而造訪的生命戰維星球的居民。
此角色戲仿《KILL la KILL》。
阿貪星人（聲：小西克幸）
露露子等人脫離生命戰維星球時，出現在星球表面的異星人。
此角色長得與《KILL la KILL》中的寵物狗阿貪相同。
蘇西·曼巴巴蘭（聲：村瀨迪與）
露露子等人在魔法星球遇見的魔女，為《小魔女學園》中的角色。
鯊魚MACHSPEED（聲：高木涉）
美人局偵探事務所的老闆，與（聲：中惠光城）、（聲：廣田實）同樣出自日本動畫人展覽會的作品《SEX and VIOLENCE with MACHSPEED》。
地獄警察（聲：後藤淳一）
露露子在荻窪東地獄遇見的人物，為網路動畫《地獄警察》的主角。
亞可·卡嘉莉
露露子在最終話最後一幕遇見的魔女，用以預告TRIGGER的下一部電視動畫《小魔女學園》。

## 電視動畫

### 製作人員
- 原作：TRIGGER、今石洋之
- 導演、劇本統籌：今石洋之
- 副導演：雨宮哲
- 創意總監：若林廣海（日语：若林広海）
- 人物設定：、芳垣祐介（日语：芳垣祐介）
- Justice設定：
- 特效藝術：吉成曜
- 機械設定：野中愛
- 總作畫指導：芳垣祐介、半田修平
- 美術指導：小林浩康
- 美術：Khara數位部門
- 色彩設計：小山知子、小松亞理沙
- 攝影指導：東西佑子
- 攝影：三次元
- 編輯：長谷川舞
- 音效指導：浦狩裕樹
- 音樂：末廣健一郎
- 音樂製作：Flying DOG
- 音樂製作人：佐佐木史朗、若林廣海
- 總製作人：宇佐義大（日语：宇佐義大）
- 製作人：澤野麻由美、南健、齊田秀之、安倍孝二、礒谷德知、鈴木公尚
- 動畫製作人：舛本和也
- 動畫製作：TRIGGER
- 製作：宇宙巡警露露子製作委員會☆彡（Good Smile Company、Flying DOG、Crunchyroll、bilibili、AT-X、ULTRA SUPER PICTURES（日语：ウルトラスーパーピクチャーズ））

### 主題曲
片頭曲
作詞：藤原亮、高橋元希，作曲、主唱：
第13話作片尾曲用。
片尾曲「Pipo Password」
作詞：Bonjour鈴木，作曲：TeddyLoid，主唱：TeddyLoid feat. Bonjour鈴木
第12、13話以改編版「Pipo Password Luluco on SILENT PLANET Remix」作插曲用。

### 各話列表
從第7話開始有部分話數致敬同公司製作的其他作品。
| 話數   | 日文標題 | 中文標題         | 劇本       | 分鏡     | 演出     | 作畫監督                    | 致敬作品                                         |
| ------ | -------- | ---------------- | ---------- | -------- | -------- | --------------------------- | ------------------------------------------------ |
| 第1話  |          | 我是普通的中學生 | 今石洋之   | 今石洋之 | 大嶋博之 | 半田修平                    | 不適用                                           |
| 第2話  |          | 轉學生到來！     | 雨宮哲     | 雨宮哲   | 大嶋博之 | 本田敬一                    | 不適用                                           |
| 第3話  |          | 戰場教室         | 雨宮哲     | 大嶋博之 | 赤城博昭 | 本田敬一                    | 不適用                                           |
| 第4話  |          | 前往孤單的宇宙   | 若林廣海   | 雨宮哲   | 大嶋博之 | 佐藤利幸                    | 不適用                                           |
| 第5話  |          | 該怎麼辦才好     | 若林廣海   | 雨宮哲   | 宗廣智行 | 本田敬一                    | 不適用                                           |
| 第6話  |          | 覺醒的那個部分   | 若林廣海   | 大嶋博之 | 曾根利幸 | 田村健太郎                  | 不適用                                           |
| 第7話  |          | 命運之線的陷阱   | 佐藤裕     | 大嶋博之 | 大嶋博之 | 半田修平                    | KILL la KILL                                     |
| 第8話  |          | 奇妙之力的陷阱   | 上野贵美子 | 雨宮哲   | 北村淳一 | 飯飼一幸、松下順子 北村淳一 | 小魔女學園                                       |
| 第9話  |          | 真正的陷阱       | 今石洋之   | 今石洋之 | 濁川敦   | 宍戶久美子                  | 日本動畫人展覽會 SEX and VIOLENCE with MACHSPEED |
| 第10話 |          | 萬事休矣         | 上野贵美子 | 小倉陳利 | 宗廣智行 | 本田敬一                    | 不適用                                           |
| 第11話 |          | 我不曾明白       | 雨宮哲     | 雨宮哲   | 雨宮哲   | 北島勇樹（Rising Force）    | 地獄警察                                         |
| 第12話 |          | 告白             | 若林廣海   | 大嶋博之 | 大嶋博之 | 半田修平                    | 新世紀福音戰士                                   |
| 第13話 |          | 我是宇宙的……     | 今石洋之   | 今石洋之 | 今石洋之 | 芳垣祐介                    | 不適用                                           |

### 藍光
於2016年9月24日發售收錄全13話的Blu-ray Disc，分成初回限定版〈VTZF-67〉和一般版〈VTXF-94〉兩種。

## 漫畫
於Ultra Jump（集英社）2016年5月號短期集中連載，由南北擔任作畫。

## 外部連結
- 電視動畫《宇宙巡警露露子》官方網站（日語）
- 電視動畫《宇宙巡警露露子》官方的X（前Twitter）（日語）